# Милош Павлович (футболіст)
Милош Павлович (серб. Miloš Pavlović / Милош Павловић, нар. 27 листопада 1983, Белград) — сербський футболіст, що грав на позиції півзахисника.
Виступав, зокрема, за клуби «Академіка», «Васлуй» та «Вождовац», а також молодіжну збірну Сербії і Чорногорії.

## Клубна кар'єра
Народився 27 листопада 1983 року в місті Белград. Вихованець футбольної школи клубу «Раднички» (Белград). Дорослу футбольну кар'єру розпочав 2001 року в основній команді того ж клубу, в якій провів чотири сезони, взявши участь у 63 матчах чемпіонату.
Протягом 2005—2006 років захищав кольори клубу «Вождовац».
Своєю грою за останню команду привернув увагу представників тренерського штабу клубу «Академіка», до складу якого приєднався 2006 року. Відіграв за клуб з Коїмбри наступні два з половиною сезони своєї ігрової кар'єри.
На початку 2009 року уклав контракт з румунським клубом «Васлуй», у складі якого провів наступні три роки своєї кар'єри гравця, після чого ще рік грав за іншу місцеву команду «Рапід» (Бухарест).
Згодом у сезоні 2013/14 грав у складі кіпрської «Докси», а з 2014 року знову, цього разу п'ять сезонів захищав кольори клубу «Вождовац». Граючи у складі «Вождоваца» також здебільшого виходив на поле в основному складі команди і провів понад 200 матчів та забив 8 голів, а також був капітаном команди.
Завершив ігрову кар'єру у команді «Земун», за яку виступав протягом 2019—2020 років у другому дивізіоні країни.

## Виступи за збірну
Залучався до складу молодіжної збірної Сербії і Чорногорії, з якою брав участь у молодіжному чемпіонаті Європи 2006 року в Португалії, дійшовши до півфіналу. Всього на молодіжному рівні зіграв в одному офіційному матчі.